# Rose Elinor Dougall
Rose Elinor Dougall (Hampstead, 13 marzo 1986) è una cantante, cantautrice e musicista britannica, ex membro delle The Pipettes.

## Biografia
Cresciuta a Brighton, ha frequentato il Camberwell College of Arts. 
Suo padre, Alastair Dougall, è un cantautore. È nipote del conduttore di telegiornale della BBC Robert Dougall. Suo fratello Thomas è un chitarrista e ha suonato nella band di supporto della sorella, nei Joe Lean and the Jing Jang Jong e al 2019 suona nei Toy.

## Carriera

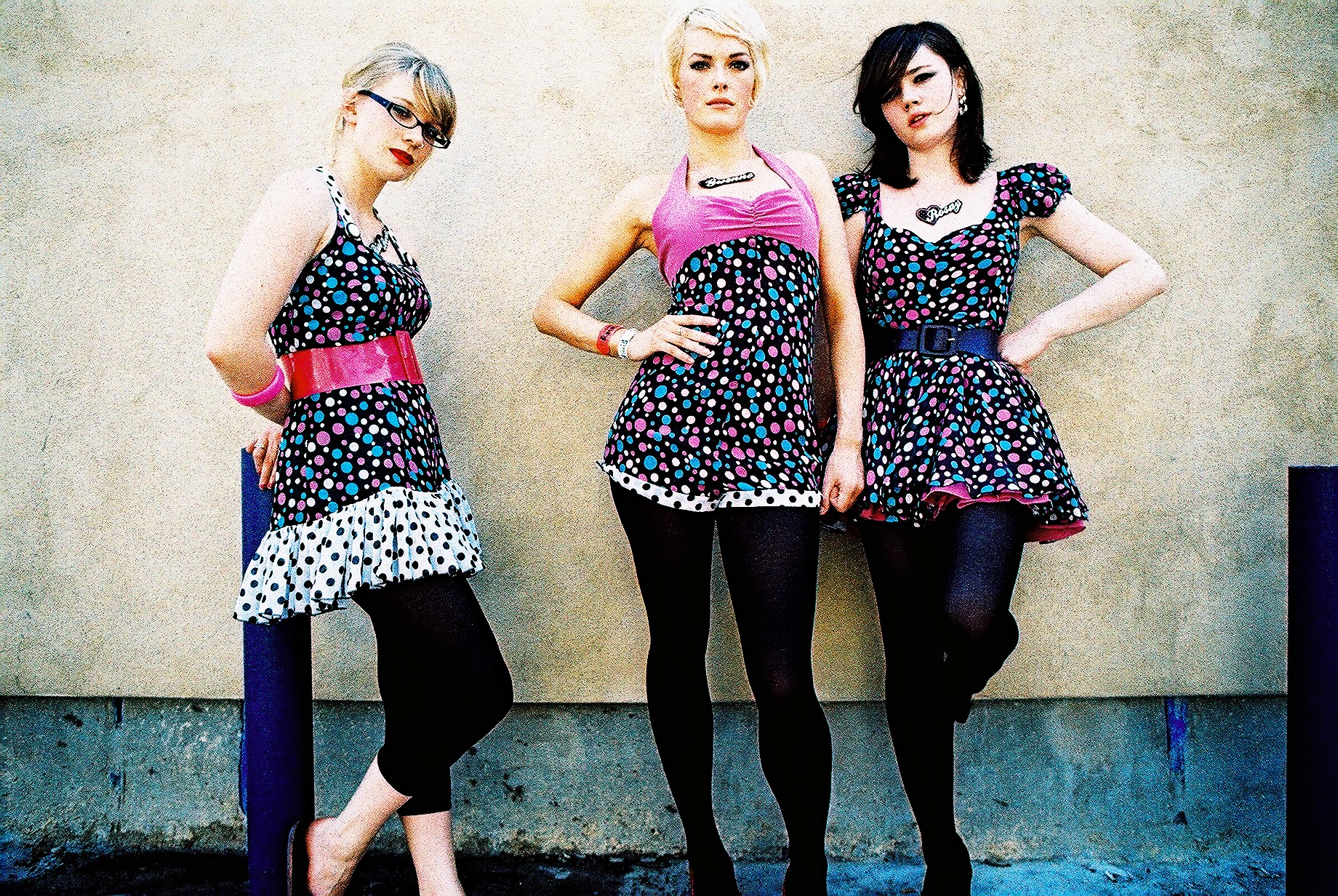
Le Pipettes (Riot Becki, Gwenno e Rosay) al South by South West del 2007

Dougall è entrata nelle Pipettes nel 2003 dopo essere stata presentata alla formazionale iniziale del gruppo iniziale da Monster Bobby al pub The Basketmakers di Brighton, prendendo il nome d'arte di Rosay. Con le Pipettes Dougall è stata voce solista nei singoli "Judy" e " Dirty Mind " e voce d'accompagnamento in "The Young Playthings", "Brakes" e "Dr Colossus". Il 18 aprile 2008 è stato annunciato con un post sul blog Myspace della band che Dougall e Rebecca Stephens avevano lasciato amichevolmente la band "per seguire altri progetti musicali".
Successivamente, Dougall ha intrapreso una carriera da solista. L'EP di debutto Another Version Of Pop Song ha riscosso un buon successo di critica.. Il suo secondo singolo, Start / Stop / Synchro è stato recensito favorevolmente da NME, Pitchfork Media, The Guardian, The Sunday Times e Under The Radar .
Il suo primo album solista, Without Why, è stato pubblicato il 30 agosto 2010.
Dougall ha cantato e suonato nell'album di Mark Ronson e Business Intl Record Collection  scrivendone la traccia conclusiva, "The Night Last Night". È apparsa in un cameo nel video di Ronson per "The Bike Song" e anche con la sua band (The Distractions) in Venerdì sera con Jonathan Ross. Assieme ai The Distractions è stata band di supporto al successivo tour di Ronson.
Dougall è apparsa come ospite nel programma Roundtable sul canale BBC 6 Music in almeno quattro occasioni da settembre 2010.
Dougall ha eseguito dal vivo alcune nuove canzoni in un concerto a Dalston il 21 giugno 2013 con una nuova band di supporto.
Nel novembre 2016 si è esibita con il Royal Ballet alla Royal Opera House in una mise en place di Carbon Life di Wayne McGregor .
Il suo secondo album solista "Stellular" è stato pubblicato il 27 gennaio 2017.
Il terzo album solista "A New Illusion" è stato pubblicato il 5 aprile 2019.

## Discografia solista

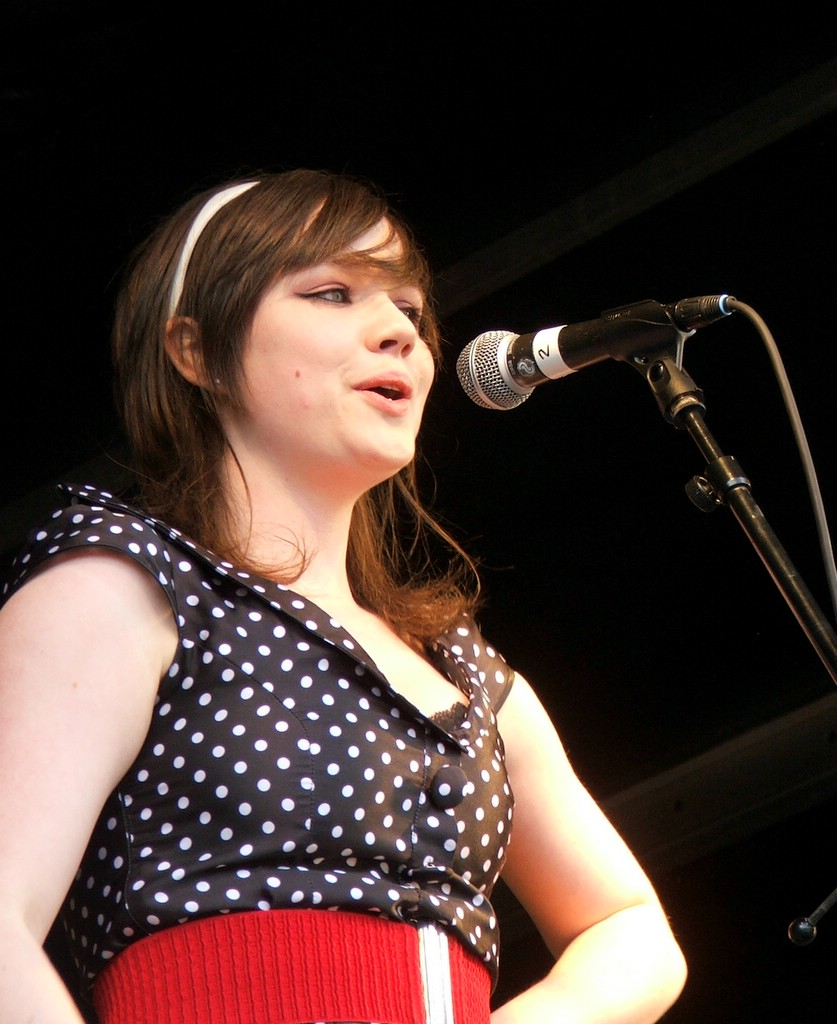
Dougall con le Pipettes

### Album
- Without Why (2010)
- Stellular (2017)
- A New Illusion (2019)

### EP
- The Distractions EP (2012)
- Future Vanishes (novembre 2013)

### Single
- Another Version of Pop Song (dicembre 2008)
- Start / Stop / Synchro (giugno 2009)
- Fallen Over (novembre 2009)
- Find Me Out (maggio 2010)
- Stellular (novembre 2016)
- Space To Be (aprile 2017)
- First Sign (gennaio 2019)